# 小島正幸
小島正幸（日语：／ Kojima Masayuki，1961年3月11日—），日本男性動畫演出家、動畫導演。出身於山梨縣山梨市。AB型血。

## 經歷
小島正幸進入東京設計師學院動畫科（現東京網路傳輸學校），目標是成為動畫導演。當時，由於《機動戰士鋼彈》等動畫熱潮如火如荼，大批人都想進入這個行業。畢業後，他加入了一家動畫製作公司。
1982年，他以龍之子製作公司（以下簡稱龍之子）的《逆轉一發人》（第10話）作為演出家首次亮相。曾執導過龍之子和《快樂的嚕嚕米一家》等作品。
1995年，他以MADHOUSE的《小紅豆》作為動畫導演首次亮相。這部作品長期暢銷，此後他主要活躍在電視系列，以MADHOUSE為主要據點。在執導《危險調查員》、《花田少年史》、《MONSTER》、《太陽默示錄》等熱門作品的同時，他也負責演出、分鏡創作了許多作品。
2007年，執導首部動畫長片《琴之森》。
2012年，執導Kinema Citrus製作的電視動畫系列《咬尾蟲》。此後，他主要創作Kinema Citrus作品。
在2017年開始播出的《來自深淵》系列中，他擔任包括劇場版在內的所有作品的導演。

## 人物、風格
小島正幸因透過精心的戲劇創作和人物刻畫打造出一部值得一看的電影而受到高度讚揚。
他決定從事動畫的原因是本身喜歡電影作品。他想從事與電影相關的工作，不僅僅是動畫，而且自己也畫漫畫，所以他認為動畫將是本身的繪畫與視覺表達聯繫起來的最快方式。他也深受宮崎駿和高勳的影響，沒有他們，就不可能進入動畫界。看了宮崎駿和高畑勳的作品，他認識到了動畫在視覺製作上的潛力，之前本身以為它無法與真人的迫力相抗衡，但現在自己覺得動畫有一種真人無法捕捉到的力量，想融入這個世界。尤其是受到高畑勳作品的影響，學到了導演的精髓。
他創作了各種類型的作品，但他最喜歡的是描繪人類基本面的作品，例如《花田少年史》。
他是那種透過分鏡來指示各種事情，並畫分鏡來講述故事的人。從動畫師的角度來看，小島的分鏡非常容易理解，因為它們移動該移動的內容並停止該停止的內容。如果可以的話，他想自己畫每部作品的分鏡。
一個有吸引力的配音員所要求是聲音的獨特性以及隨之而來的說服力和存在感，是否適合作品很重要，但這不是第一要務。

## 參加作品

### 電視動畫
1982年
- 魔法公主 明琪桃子（日语：魔法のプリンセス ミンキーモモ）（分鏡）
- 逆轉一發人（日语：逆転イッパツマン）（—1983年，分鏡、演出）
- Cybot Robotchi（日语：サイボットロボッチ）（—1983年，分鏡、演出）

1983年
- 頂尖超人（日语：イタダキマン）（分鏡、演出）
- 機甲創世記莫斯比達（—1984年，分鏡、演出）

1984年
- OKAWARI-BOY Starzan S（日语：OKAWARI-BOY スターザンS）（分鏡、演出）
- 請多指教跑車郎中（日语：よろしくメカドック）（—1985年，分鏡、演出）

1989年
- 鴨子向前衝（—1990年，分鏡、演出）
- 寶馬神童（日语：青いブリンク）（—1990年，分鏡）[注 3]

1990年
- 快樂的嚕嚕米一家（日语：楽しいムーミン一家）（—1991年，系列演出、分鏡、演出）

1992年
- （分鏡、演出）
- 卡利麥羅 (1992年版)（—1993年，分鏡）
- 環保小尖兵（日语：地球SOS それいけコロリン）（—1993年，分鏡）[注 3]

1994年
- 奪寶奇謀（—1995年，分鏡、演出[注 2]）

1995年
- 小紅豆（—1998年，導演、分鏡、演出）

1996年
- 名犬萊西（分鏡）[注 3]

1998年
- 庫洛魔法使（—2000年，分鏡）
- 危險調查員（—1999年，導演、分鏡、演出）

1999年
- 週刊故事樂園（日语：週刊ストーリーランド）「3種願望」（分鏡、演出）
- 十兵衛 -心形眼罩的秘密-（分鏡）

2000年
- 隨風飄的月影蘭（分鏡）
- 櫻花大戰TV（分鏡）
- 怪獸農場 ～前往傳說之路～（日语：モンスターファーム (アニメ)）（分鏡）[注 3]
- 幽浮寶貝（—2002年，分鏡）[注 3]

2001年
- 第一神拳（分鏡、演出）
- 學園戰記無量（日语：学園戦記ムリョウ）（分鏡）
- X（分鏡）
- 神影小偵探（—2002年，分鏡）[注 3]

2002年
- Chobits（分鏡）
- 阿倍野橋魔法☆商店街（系列演出、分鏡）
- 花田少年史（—2003年，導演、分鏡、演出）
- 魔力女管家 ～更美麗的事物～（—2003年，分鏡）[注 3]

2003年
- 獸兵衛忍風帖 龍寶玉篇（分鏡）
- TEXHNOLYZE（日语：TEXHNOLYZE）（分鏡）
- SPACE PIRATE CAPTAIN HERLOCK（日语：SPACE PIRATE CAPTAIN HERLOCK）（分鏡）
- 神槍少女（—2004年，分鏡）

2004年
- 極道鮮師（分鏡）
- MONSTER（—2005年，導演、分鏡、演出）

2006年
- 太陽默示錄（日语：太陽の黙示録）（導演[10]、分鏡、演出）
- TOKKO 特公（分鏡）[注 3]
- 魔女之刃（分鏡）[注 3]

2007年
- 新楓之谷（分鏡）
- 地球防衛少年（分鏡）[注 3]

2008年
- 奇奇的異想世界（編劇、分鏡）
- 秘密 ～The Revelation～（分鏡）
- 魍魉之匣（分鏡）
- 武裝機甲（—2009年，分鏡）[注 3]
- 蒼色騎士（分鏡）[注 3]

2009年
- RIDEBACK（分鏡）
- 鐵腕女警 DECODE:02（日语：鉄腕バーディー DECODE）（分鏡）[注 3]
- 你好 安妮 ～Before Green Gables（分鏡）[注 3]

2010年
- 奇蹟少女KOBATO.（分鏡）
- 女僕咖啡廳（分鏡）[注 3]
- 世紀末超自然學院（分鏡）[注 3]
- 聖痕鍊金士（分鏡）[注 3]
- 空·之·音（分鏡）[注 3]

2011年
- 金鋼狼（日语：ウルヴァリン (アニメ)）（分鏡）
- A頻道（分鏡）
- 刀鋒戰士（分鏡）
- 夏目友人帳 參（分鏡）
- 閃電十一人GO（分鏡）
- 我們仍未知道那天所看見的花名。（分鏡）[注 3]
- WORKING!!（分鏡）[注 3]
- 魔乳秘劍帖（分鏡）[注 3]
- 聖痕鍊金士II（分鏡）[注 3]
- 青之驅魔師（分鏡）[注 3]
- 碎之星（分鏡）[注 3]
- 只想告訴你 2ND SEASON（—2011年，分鏡）[注 3]

2012年
- 夏目友人帳 肆（分鏡、演出）
- 謎樣女友X（分鏡）
- 咬尾蟲（日语：おしりかじり虫）（—2015年，導演）
- CØDE:BREAKER 法外制裁者（分鏡）
- 鄰座的怪同學（分鏡）
- 魔奇少年（分鏡）

2013年
- YUYU式（分鏡、演出）
- 幻想玩偶（分鏡）
- BLAZBLUE Alter Memory（分鏡）[注 4]
- IS〈Infinite Stratos〉2（分鏡）[注 3]
- 銀之匙 Silver Spoon（分鏡）[注 3]

2014年
- 鬼燈的冷徹（分鏡）
- 黑色子彈（導演[11]）
- 元氣囝仔（分鏡）
- 刀劍神域II（分鏡）
- 如果折斷她的旗（分鏡）[注 1]
- 大圖書館的牧羊人（分鏡）[注 3]

2015年
- 那就是聲優！（分鏡、分鏡監修）
- 夏洛特（分鏡）
- 六花的勇者（分鏡）
- 請問您今天要來點兔子嗎??（分鏡）
- 魯邦三世 PART IV（分鏡）
- 與魔共舞（分鏡）[注 3]

2016年
- 無頭騎士異聞錄 DuRaRaRa!!×2 結（分鏡、演出）
- NORN9 命運九重奏（分鏡）
- 熊巫女（分鏡）
- 91Days（分鏡）
- 發條精靈戰記 天鏡的極北之星（分鏡）
- 夏目友人帳 伍（分鏡）
- 歌之王子殿下 真愛Legend Star（分鏡）
- 高校艦隊（分鏡）[注 3]
- 漂流武士（分鏡）[注 3]

2017年
- 碧藍幻想 The Animation（分鏡）
- 來自深淵（導演、分鏡）
- 雛子的筆記（分鏡）
- Fate/Apocrypha（分鏡）

2018年
- citrus ～柑橘味香氣～（分鏡）
- 童話魔法使（分鏡）
- 少女☆歌劇 Revue Starlight（分鏡、演出）

2019年
- 臨死!! 江古田（日语：臨死!!江古田ちゃん）（導演（第8話）、分鏡）
- 女高中生的虛度日常（分鏡）

2020年
- SHOW BY ROCK!! 活力棉花糖!!（分鏡）
- Re:從零開始的異世界生活（分鏡）

2021年
- 演劇偶像（分鏡）
- 魯邦三世 PART6（分鏡）[12]

2022年
- 盾之勇者成名錄（分鏡）
- 來自深淵 烈日的黄金鄉（導演）

2023年
- 槍神Trigun Stampede（分鏡）
- Buddy Daddies 殺手奶爸（分鏡）
- 我的幸福婚約（分鏡、演出）
- 星靈感應（分鏡）

2025年
- 我的幸福婚約 (第2期)（導演）[13]

### 電視動畫特別篇
- 鈴鐺貓娘 夏日特別篇2000（2000年，各話導演）

### 電影動畫
1995年
- 劇場版 小紅豆（導演、分鏡）

2000年
- 劇場版 包在小可身上！（導演、分鏡）

2002年
- 戰鬥陀螺 THE MOVIE 激戰！小龍VS大地（分鏡）[注 3]

2007年
- 劇場版 琴之森（導演、分鏡）

2012年
- 藏獒多吉 ～金色的Doge～（日语：チベット犬物語 〜金色のドージェ〜）（導演）

2018年
- 劇場版 夏目友人帳 ～緣結空蟬～（分鏡）

2019年
- 劇場版總集篇 來自深淵【前篇】：出發的黎明（導演）
- 劇場版總集篇 來自深淵【後篇】：流浪的黃昏（導演）

2020年
- 來自深淵：深沉靈魂的黎明（導演[14]）

### OVA
1993年
- 阿爾·卡拉爾的遺產（日语：アル・カラルの遺産）（分鏡）

1999年
- 火聖旅團999.9（日语：火聖旅団 ダナサイト999.9）（導演）
- 亞歷山大戰記（分鏡）

2003年
- 萌娘商社 THE ANIMATION（日语：モエかん#OVA） Chapter.1（分鏡）[注 3]

2011年
- 超自然檔案 THE ANIMATION（分鏡）

2012年
- 英雄傳說 空之軌跡 THE ANIMATION（分鏡）

2017年
- 高校艦隊 前篇（分鏡）[注 3]

### 網路動畫
- 武裝神姬 Moon Angel （2011年，導演）
- PLUTO（2023年，分鏡）

### 插畫
- （1996年，著：田中舘哲彥（日语：田中舘哲彦））

## 腳註

## 相關項目
- 日本動畫師列表（日语：アニメ関係者一覧）
- MADHOUSE
- Kinema Citrus